# Mniobia tetraodon
Mniobia tetraodon är en hjuldjursart som först beskrevs av Ehrenberg 1848.  Mniobia tetraodon ingår i släktet Mniobia och familjen Philodinidae. Arten är reproducerande i Sverige. Inga underarter finns listade i Catalogue of Life.